# مجازفة في نموذج (اقتصاد)
في العلوم المالية، المجازفة في النموذج هي المجازفة الناتجة من استخدام نماذج غير دقيقة لاتخاذ القرارات. عادة ما تستخدم لغرض تثمين سندات الضمان المالية، وتستخدم كذلك في تعيين الامتيازات الاعتبارية (نقاط الائتمان) للزبائن في المصارف، والتوقع الآني لعمليات النقل المزيفة في بطاقات الائتمان، وحساب احتمالية وجود إرهابي على متن رحلة جوية، عرّف البروفيسور ريبوناتو في عام 2002 مجازفة النموذج بأنها «خطورة حصول اختلاف ملحوظ بين القيمة النموذجية للادوات المالية غير النقدية/المعقدة، وبين قيمتها الحقيقية في السوق».

## الانواع
يرى بيرك إن الفشل في استخدام النماذج (والاعتماد على قرار الخبراء) هو أحد أنواع المجازفة في النموذج، يصف ديرمان أنواع مختلفة من المجازفات في النماذج والتي تنتج جميعها نتيجة لاستخدام نموذجٍ ما.

### النموذج الخاطئ
1. عدم قابلية النموذج للتطبيق على أرض الواقع.
2. تحديدات غير صحيحة للنموذج.

### تنفيذ النموذج
1. اخطاء البرمجة.
2. الاخطاء التقنية.
3. استخدام التقريب في الإعداد بصورة غير دقيقة.

### استخدام النموذج
1. المجازفة في التنفيذ
2. مسائل متعلقة بالبيانات.
3. اخطاء المعايرة.

### عدم اليقين من التقلب
التقلب هو من أكثر المعلومات القيمة التي يمكن إدخالها في برنامج نماذج إدارة المجازفة والتسعير، وعدم القين منه يعني وجود مجازفة في هذا النموذج. يؤمن ديرمان أن المنتج الذي تعتمد قيمته على التقلب الضمني هو أكثر رجحانًا للتأثر بالمجازفة الناتجة من النموذج ويقول «أعتقد أن المجازفة في النموذج تشكل المشكلة الأكبر عند نمذجة التقلبات»
أليفاندرا وبارا اقترحوا طريقة منهجية لدراسة وتخفيف المجازفة النموذجية الناتجة من عدم اليقين في التقلبات.

### عدم تناسق الوقت
بوراشي وكوريلي أنتجا مفهوم «عدم التناسق في الوقت» فيما يتعلق بنماذج عدم الموازنة التي تسمح باستخدام دقيق لمصطلح بنية نسبة الفوائد، في هذه النماذج المنحنى العائد الحالي يستخدم كمعلومة إدخال إذ إن الملاحظات الجديدة على المنحني العائد يمكن أن تستخدم لتحديث النموذج بسرعة اعتيادية.  استكشف العالمان مشاكل خطط التناسق الوقتي والتمويل الذاتي في هذا الصنف من النماذج. مجازفة النموذج تؤثر على الخطوات الثلاثة الرئيسية في إدارة المجازفة: التحديد التقريب والتنفيذ.

### عدم الدقة في  الترابط
عدم الدقة في ترابط المعطيات هي مصدر آخر من مصادر مجازفة النموذج. قام كونت وديجيست بتقديم طريقة لحساب مجازفة النموذج في مشتقات الأسهم متعددة الأصول وتبين أن عقد اختيار الاحتكار التي تعتمد على أفضل أو أسوأ أداء (تسمى بعقود قوس قزح) هي أكثر عرضةً لعدم اليقين من عقود اختيارات الاحتكار الاعتيادية.
جينهايمر يدقق في وجود مجازفة النموذج في تسعير سلة المشتقات الافتراضية. هو يُسعَّب هذه المشتقات بالاعتماد على عدة روابط ويلخص قوله بالتالي «ما لم يكن الشخص متأكداً من تفاصيل وبنية الاعتمادية التي تعتمد عليها سلة الأرصدة، أي مستثمر يريد المتاجرة بمنتوجات السلة الافتراضية يجب عليه حتمًا حساب الاسعار تحت تحديدات روابط مغايرة والتحقق من أخطاء التقريب اثناء تشغيل المحاكاة الخاصة بالأسعار لكي يعرفوا مقدار المجازفة في النموذج الذي يستخدمونه».

### التعقيد
التعقيد في النموذج أو أي عقدٍ مالي هو سبب محتمل لحصول مجازفة في النموذج إذ إن التعقيد يؤدي إلى عدم معرفة السبب الأصلي للمجازفة الموجودة في هذا النموذج. ذُكر هذا العامل كمصدر اساسي للمجازفة في النموذج لسندات الضمان المدعومة بالرهن العقاري اثناء ازمة 2007 الاقتصادية

## انعدام السيولة والمجازفة في النموذج
المجازفة في النموذج لا توجد حصرًا في التعاملات المالية المعقدة. الاقتصادي فري يقدم دراسة تثبت بأن عدم سيولة السوق هي إحدى مصادر المجازفة في النموذج. ويقول إنه يجب فهم أن متانة النماذج المستخدمة لغرض التحوط وإدارة المجازفة اخذًا بنظر الاعتبار وجود سوق فيه سيولة عالية هو مشكلة مهمة في تحليل المجازفة الموجودة في النماذج. السندات القابلة للتحويل، السندات الضمانية المدعومة بالرهن العقاري، والسندات العالية العائد يمكن أن تكون عديمة السيولة وصعبة التثمين. صناديق التحوط التي تتاجر بهذه السندات يمكن أن تكون معرضة لمجازفة النموذج عند حساب صافي قيمة الأصول الشهرية لمستثمريها.

## النهج الكمي

### الوصول للمعدل النموذجي ضد نهج الحالة الأسوأ
رينالتا تذكر أن «في وجه المجازفة في النموذج، بدلًا من اتخاذ القرارات على أساس نموذج واحد مختار (لأنه الأفضل)، يمكن لمصمم النموذج أن يتخذ قراراته على أساس مجموعة كاملة من النماذج باستخدام المعدل النموذجي».
يمكن استخدام نهج الحالة الأسوأ أو الحد الأدنى، المروج لاستخدامها في نظرية القرار من قِبل صاحبيها جلبو وشمايدلر.
في هذا النهج يمكن أخذ مجموعة من النماذج بنظر الاعتبار والتقليل من الخسائر في الحالة الأسوأ. هذا النهج يستخدم في معرفة المجازفة في النموذج طُوِّر بواسطة كونت (2006). 
جوكهادز وشمدت (2018) قاموا بتقديم مجموعة من مقاييس المجازفة في النموذج باستخدام منهجية بيسيان. عرَّفوا بتعريف مقاييس المجازفة السوقية التراكبية التي تضم المجازفة في النموذج وتمكن استمرارية السوق وإدارة المجازفات في النموذج. فضلًا عن ذلك، فهي تُقدم مجموعة من الحقائق المُسلّم بها لمقاييس المجازفة في النموذج ويعرف عدد من الأمثلة العملية لعدد من مقاييس المجازفة في النموذج التراكبية في سياق إدارة المجازفات المالية وتسعير المطالبة المشروطة.

### القياس الكمي للتعرض للمجازفة في النموذج
لقياس المجازفة الناتجة من نموذج، يجب مقارنته اولًا بنموذج آخر، أو مجموعة من النماذج المرجعية. لكن المشكلة تكمن في كيفية اختيار هذه النماذج المرجعية. في سياق تسعير المشتقات يقترح كونت(2006) نهج كمي لقياس التعرض للمجازفة في نماذج المشتقات المالية: أولًا، مجموعة من النماذج المرجعية تُحدد وتعاير بدقة تبعًا لأسعار السوق من السندات النقدية، ثم تُسعر المحفظة الهدف أقل من كل النماذج المرجعية. ثم يُعطى قياس المجازفة في النموذج بواسطة الفرق بين تقييم المحفظة الحالي وأسوأ تقييم في النماذج المرجعية. هذا المقياس يمكن أن يُستخدم كطريقة لتحديد خزين للمجازفة في النموذج لمحافظ المشتقات المالية.